# Francesco Spanu Satta
Francesco Spanu Satta (Sassari, 1912 – 1974) è stato un giornalista e scrittore italiano.

## Biografia
Francesco Spanu Satta nacque a Sassari nel 1912. Nella città natale intraprese gli studi di base per poi trasferirsi a Roma, dove si laureò nel 1935 in Scienze politiche. Successivamente si trasferì in Germania, a Berlino, dove approfondì gli studi letterari e filosofici. Iniziò ben presto l'attività giornalistica scrivendo sui quotidiani «L'Isola» e «L'Unione Sarda» e nella pagina sarda de «Il Giornale d'Italia». Nel 1944 fondò a Sassari e diresse fino al 1946 il settimanale politico, letterario e di informazioni «La Riscossa», sulle cui pagine si confrontarono i principali intellettuali locali dell'epoca, da Giuseppe Dessì ad Antonio Borio, da Salvatore Cottoni a Michele Saba, fino a Mario Berlinguer, Gonario Pinna e Luigi Battista Puggioni. Dal 1947 al 1954 diresse il quotidiano «Il Corriere dell'Isola», sulle cui colonne attiva fu la collaborazione del futuro presidente della Repubblica Antonio Segni, e in seguito si trasferì a Roma dove assunse la carica di segretario del consiglio di amministrazione della Cassa per il Mezzogiorno. Morì nel 1974.

## Fondo librario
Il fondo librario privato di Francesco Spanu Satta è custodito dal 2010 presso la Biblioteca di Sardegna di Cargeghe e consiste in oltre quattromila volumi di cui circa ottocento di interesse sardo, centinaia di fogli quotidiani e periodici ed ancora decine di lettere, cartoline, appunti, cimeli. 
Del fondo librario di Francesco Spanu Satta, lo scrittore Giuseppe Dessì scrisse: «La sua non era una biblioteca senza finestre: conosceva i libri, ma conosceva anche gli uomini, ci viveva in mezzo». All'atto di inaugurazione del Fondo, il direttore della Biblioteca di Sardegna Corrado Piana ha dichiarato: «Francesco Spanu Satta era uomo di lettere e di letture che alla professione di fervido scrittore affiancò la passione di febbrile lettore. Lettore di articoli, saggi e studi, di politica, economia, scienze umane, filosofia, teologia, e soprattutto sardistica, di cui lasciò a testamento un robusto patrimonio che rende attestata prova di interessi culturali e dedizioni intellettuali. Quelli che ne marcarono la biografia, marchiandone, per specchiato riflesso, la personale biblioteca».

## Opere
- Francesco Spanu Satta, I problemi della Sardegna nelle sue vicende storiche, Roma, 1962.
- Francesco Spanu Satta, Memorie sarde in Roma, Sassari, 1962.
- Francesco Spanu Satta, Il Dio seduto. Storia e cronaca della Sardegna 1942-1946, Sassari, 1978 (post.).